# Datenbanktrigger
Ein Datenbanktrigger, in der Informatik meist nur Trigger genannt (englisch für Auslöser), ist eine Funktion diverser Datenbankmanagementsysteme, insbesondere großer relationaler Datenbankmanagementsysteme.
Bei einer bestimmten Art der Änderungen (z. B. INSERT, UPDATE, DELETE bei SQL) von Daten in einer Tabelle wird ein gespeichertes Programm aufgerufen, das diese Änderung erlaubt, verhindert und/oder weitere Tätigkeiten vornimmt.

## Eigenschaften
Trigger werden unter anderem zur Wahrung der Datenkonsistenz (Integritätsüberprüfungen) und zum Einfügen, Löschen oder Ändern von Referenzdaten eingesetzt. Der Trigger wird ausgeführt („gefeuert“), wahlweise bevor die Änderung an der referenzierten Tabelle vorgenommen wird oder danach. Einige relationale Datenbankmanagementsysteme (RDBMS) bieten auch einen „Instead-of-Insert“-Trigger an (englisch für „statt Einfügen“), der es erlaubt, anstelle der INSERT-Operation andere SQL-Anweisungen auszuführen.
Man muss festlegen, ob der Trigger pro verändertem Datensatz oder pro Anweisungsaufruf ausgelöst werden soll. Beispiel: Wenn eine Aktualisierungsanweisung (UPDATE) 100 Sätze verändert, dann wird im ersten Fall der Trigger 100 Mal aktiviert und im zweiten Fall nur einmal.
Da Trigger selber Datensätze einfügen, ändern und löschen können, kann ein Trigger durch seine Ausführung weitere Trigger auslösen. So kann eine ganze Kette von Verarbeitungen angestoßen werden.
Zur Erstellung von Triggern stellen die verschiedenen RDBMS eingebaute prozedurale Programmiersprachen wie PL/pgSQL von PostgreSQL, PL/SQL (von Oracle) oder SQL PL (von IBM DB2) zur Verfügung. Bei einigen RDBMS können innerhalb der Trigger-Verarbeitung auch Stored Procedures aufgerufen werden. Dadurch ist der Aufruf eines in einer anderen Programmiersprache (C, COBOL, Java) geschriebenen Programms möglich. Bei den hier genannten RDBMS sind Trigger sowohl auf Tabellen, als auch auf Sichten möglich.
Neben SQL-Standard-Triggern, die vor bzw. nach dem feuernden Ereignis ausgeführt werden, gibt es bei Oracle, IBM DB 2, Microsoft SQL Server und PostgreSQL – nicht beim SQL-Standard – noch die INSTEAD OF-Trigger, die anstelle des feuernden Ereignisses ausgeführt werden. INSTEAD OF-Trigger können auch auf einer View definiert werden.

## Beispiele für Trigger

### Trigger PL/SQL Syntax
```
   
CREATE
 
[
OR
 
REPLACE
]
 
TRIGGER
 
<
trigger_name
>

    
{
BEFORE
|
AFTER
|
INSTEAD
 
OF
}
 
{
INSERT
|
DELETE
|
UPDATE
 
[
OF
 
<
feld_name
>
]}

     
ON
 
<
table_name
>

      
[
REFERENCING
 
[
NEW
 
AS
 
<
new_row_name
>
]
 
[
OLD
 
AS
 
<
old_row_name
>
]]

        
[
FOR
 
EACH
 
ROW
 
[
WHEN
 
(
<
trigger_condition
>
)]]

        
<
trigger_body
>

```

### PL/SQL Code Beispiel
```
 
CREATE
 
TRIGGER
 
mitarbeiter_trig_gehalt_biu

 
BEFORE
 
INSERT
 
OR
 
UPDATE
 
OF
 
gehalt
 
ON
 
mitarbeiter

 
FOR
 
EACH
 
ROW

  
-- Triggername mitarbeiter_trig_gehalt_biu

  
-- (_biu steht für B-efore I-nsert U-pdate )

  
-- Tabelle: MITARBEITER

  
-- Trigger soll nur auslösen,

  
-- wenn Gehalt kleiner oder gleich 5000 ist oder neues Gehalt kleiner altes Gehalt

  
-- in der folgenden WHEN-Klausel erfolgt der Zugriff auf :old und :new OHNE das Zeichen :

 
WHEN
 
(
new
.
gehalt
 
<=
 
5000
 
or
 
new
.
gehalt
 
<
 
old
.
gehalt
)

 
DECLARE

   
v_mitarbeiter_name
 
VARCHAR2
(
255
):
=
null
;

   -- Cursor holt "Name, Vorname" von Mitarbeitertabelle

   -- Explizite Definition des Cursors hat

   -- Performance-Vorteile gegen "select into <variable>" im Trigger-Body

   cursor c_name is select name||', '||vorname

                    from mitarbeiter

                    where mitarbeiternummer = :NEW.MITARBEITERNR;

 BEGIN

   -- Mitarbeiter-Name ermitteln und in Variable v_mitarbeiter_name speichern

   open c_name;

   fetch c_name into v_mitarbeiter_name;

   close c_name;

   -- Bei Gehalt kleiner oder gleich 5000 Exception auslösen

      --> Fehler wird in der Regel bis zur Anwendung hochgereicht

   -- Exception-Nr -20000 - -29999 können selbst definiert werden

   IF :NEW.GEHALT <= 5000 THEN

     RAISE_APPLICATION_ERROR(

         -20901,

         'Managergehalt für Mitarbeiter '||v_mitarbeiter_name||' zu klein!'

     );

   END IF;

   IF :NEW.GEHALT < :OLD.GEHALT THEN

     RAISE_APPLICATION_ERROR(

         -20902,

         'Gehaltskürzung für Mitarbeiter '||v_mitarbeiter_name||' nicht erlaubt!'

     );

   END IF;

 END;

 /

```